# Porsche-Diesel Standard Star 219

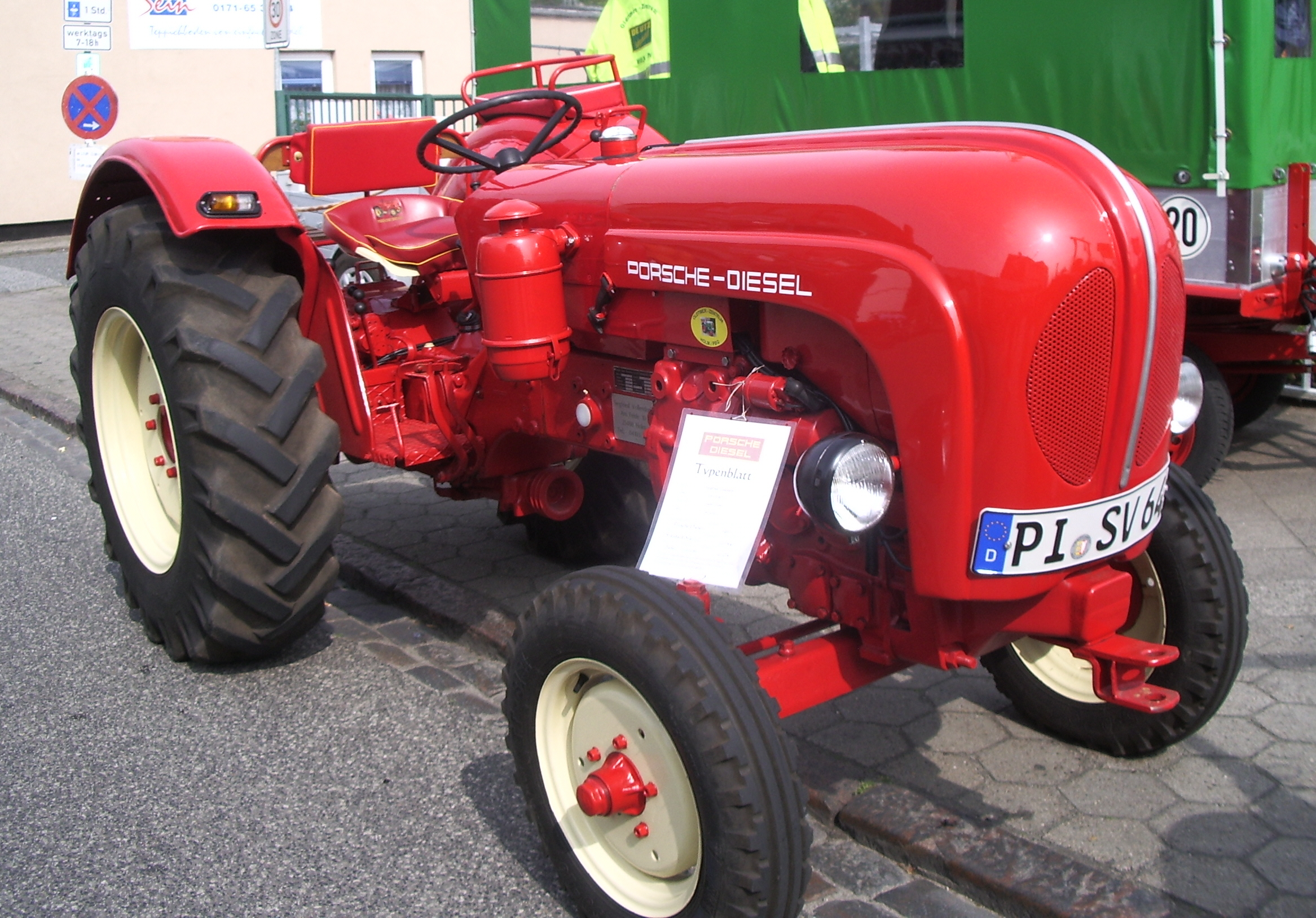
Porsche-Diesel Standard Star 219

Der Porsche-Diesel Standard Star 219 war ein Traktor der Porsche-Diesel Motorenbau GmbH, die ihren Sitz in Friedrichshafen am Bodensee hatte und von 1960 bis 1963 etwa 6.700 Exemplare des Traktorenmodells produzierte. Das besonders herausragende Element des Schleppers waren neben seinen 30 PS, mit dem dieses Zweizylinder-Modell das größte seiner Art war, auch die drei Arbeitsräume des Traktorenmodells. Der Porsche-Traktor besaß sowohl acht Vorwärts- und zwei Rückwärtsgängen, als auch ein Zahnrad-Gruppen-Wechselgetriebe des Hauses Deutz mit der Typenbezeichnung T 25. Im Detail handelte es sich dabei um ein Gruppengetriebe, das vier Ackergänge und vier Straßengänge besaß. Die lastabhängige Spritverstellung und die Drosseldüsen gehörten zu den besonderen Ausstattungsmerkmalen des Motors. Der Motor des Porsche-Diesel Standard Star 219 war, wie für Porsche typisch, mit einem Radial-Kühlgebläse und einem Fliehkraftverstellregler versehen. Darüber hinaus war der Motor mit der dreifach-gelagerten Kurbelwelle, einem Ölbadluftfilter und einer unten liegenden und zahnradgetriebenen Nockenwelle ausgestattet.
Eine ölhydraulische Voith-Strömungskupplung und eine Doppelkupplung von Fichtel und Sachs vom Typ DO 280/250 K sind im Schlepper eingebaut. Standardmäßig lag im Porsche-Diesel Standard Star 219 innerhalb des Getriebegehäuses ein Stirntrieb vor. Auf Wunsch konnte jedoch auch ein Schnellgang-Getriebe verbaut werden. Während beim Verzicht auf die Lenkbremse der Wenderadius bei 3450 Millimeter lag, sank unter Verwendung der Lenkbremse der Wenderadius auf eine Größe von 3100 Millimeter. Im Rückwärtsgang konnte der Porsche-Diesel Standard Star 219 eine Höchstgeschwindigkeit von 8,9 km/h erreichen. Im Vorwärtsgang lag diese bei 28,3 km/h.